# Copa Rio Branco 1976
A Copa Rio Branco foi criada em 1916 com o objetivo de ser disputada entre as seleções do Brasil e do Uruguai, mas só foi realizada pela primeira vez em 1931. Em 1976, houve a ultima edição desta disputa que foi realizada paralelamente a Copa do Atlântico.

## 1º Jogo
| 25 de fevereiro de 1976 | Uruguai | 1 - 2 | Brasil         |  |
|                         | Ocampo  |       | Nelinho · Zico |  |

 UruguaiH. Santos, Ramirez, De Los Santos, Chagas, Morales, Acosta, Gimenez, Dário Pereyra, Muniz, Morena, Ocampo.
 BrasilValdir Peres, Nelinho, Miguel, Amaral, Marinho Chagas, Chicão, Rivellino, Flecha,(Edu Bala) Zico, Palhinha,Lula, (Getúlio) T: Osvaldo Brandão
Cartões Vermelhos::  Nelinho, Rivelino, Marinho Chagas.

## 2º Jogo
| 28 de abril de 1976 | Brasil           | 2 - 1 | Uruguai       |  |
|                     | Rivellino · Zico |       | Daniel Torres |  |

 BrasilJairo, Toninho,(Orlando) Miguel, Amaral, Marco Antônio, Chicão, Rivelino, Zico, Enéas (Roberto Dinamite), Lula. T: Osvaldo Brandão
 UruguaiCorbo, Chagas, Gonzalez, De Los Santos, Ramirez, Acosta, Gimenez, Dario Pereyra, Julio Rodriguez (Revetria), Daniel Torres (Kesseian), Morena.
Cartão Vermelho::  Kesseian

## Premiação
| Copa Rio Branco    |
| Campeão            |
| BRASIL (7º Título) |
| ------------------ |

## Artilharia
| Gols   | Jogador       |
| ------ | ------------- |
| 2 gols | Zico          |
| 1 gols | Nelinho       |
| 1 gols | Ocampo        |
| 1 gols | Rivellino     |
| 1 gols | Daniel Torres |